# Virus adéno-associé
Pour les articles homonymes, voir AAV.

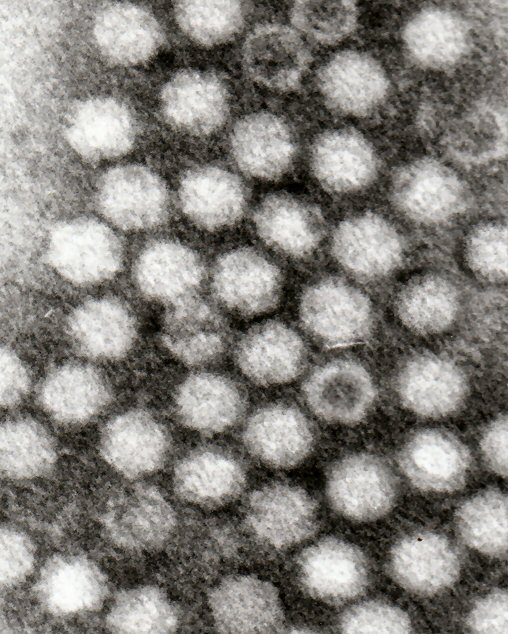
Virus adéno-associés.

Un virus adéno-associé (ou AAV, pour adeno associated virus en anglais) est un petit virus à ADN, non pathogène, existant chez les primates dont l'humain. 
Les virus adéno-associés, très attractifs comme vecteur de transfert de gènes, ont démontré au travers de nombreuses études précliniques de thérapie génique leur fort potentiel thérapeutique, conforté par des essais cliniques de phase I à III. Certains sérotypes naturels (AAV9) ou artificiels traversent la barrière hémato-encéphalique chez l'humain. La plupart des souches infectent indifférentement différents types de cellules, des promoteurs y sont donc souvent associés pour en cibler un (ex : GFAP pour les astrocytes). Il est utile en laboratoire couplé à un gène rapporteur (GFP, mCherry). Il est prometteur en recherche car il permet d'activer des gènes (via activation CRISPR) ou d'apporter des protéines tels que des facteurs de transcription, notamment dans le cerveau, via la circulation sanguine ou le liquide cérébrospinal et ainsi modifier l'activité des cellules nerveuses ou gliales, ou les reprogrammer en d'autres types : en particulier des astrocytes en neurones, car ces dernières ne se renouvellent pas en cas de perte. Cette technique de neuroregénération permettrait de traiter des maladies neurologiques.